# Птушкино
Птушкино — деревня в Себежском районе Псковской области России. Входит в состав городского поселения Себеж.
Численность населения деревни по оценке на начало 2001 года составляла 32 жителя.

## География
Расположена на юго-западе региона, в центральной части района, в пределах Прибалтийской низменности, в зоне хвойно-широколиственных лесов, в 6 км к северо-востоку от города Себеж, к северу от деревни Кузнецовка, на региональной автодороге 58К-489.
Уличная сеть не развита.

## Климат
Климат, как и во всем районе, умеренно континентальный. Характеризуется мягкой зимой, относительно прохладным летом, сравнительно высокой влажностью воздуха и значительным количеством осадков в течение всего года. Средняя температура воздуха в июле +17 °C, в январе −8 °C. Средняя продолжительность безморозного периода составляет 130—145 дней в году. Годовое количество осадков — 600—700 мм. Большая их часть выпадает в апреле — октябре. Устойчивый снежный покров держится 100—115 дней; его мощность обычно не превышает 20-30 см.

## История
На карте Псковской губернии 1888 года обозначена как Птушкина.
В 1941—1944 гг. местность находилась под фашистской оккупацией войсками Гитлеровской Германии.
Деревня Птушкино в советские и постсоветские годы входила в Ленинский сельсовет, который Постановлением Псковского областного Собрания депутатов от 26 января 1995 года переименован в Ленинскую волость.
Законом Псковской области от 28 февраля 2005 года Ленинская волость была упразднена, а с 1 января 2006 года её территория, в том числе деревня Птушкино, вместе с городом Себеж составили новосозданное муниципальное образование Себеж со статусом городского поселения.

## Население
| 2001 | 2002 | 2010 |
| ---- | ---- | ---- |
| 32   | →32  | ↘23  |

### Национальный и гендерный состав
Согласно результатам переписи 2002 года, в национальной структуре населения русские составляли 94 % от общей численности в 32 чел., из них 15 мужчин, 17 женщин.

## Инфраструктура
Личное подсобное хозяйство.

## Транспорт
Деревня доступна автомобильным и железнодорожным транспортом. К югу от деревни расположена железнодорожная платформа Кузнецовка Октябрьской железной дороги. По состоянию на октябрь 2020 года пригородного сообщения нет.